# Alba Muñoz
Alba Muñoz (Barcelona, 1985) es una periodista y escritora española .
Al acabar la carrera de Periodismo en la Universidad Autónoma de Barcelona, en 2024 publicó su primera novela, Polilla, basada en un viaje a Bosnia y Herzegovina en 2008.

## Trayectoria
Ha trabajado como freelance en diversas zonas del mundo, entre las que destacan los Balcanes, Oriente Medio y Sudeste Asiático. Entre 2018 y 2019 vivió en Sudáfrica, desde donde escribió para El País y 5W. Ha tenido colaboraciones con la BBC, 20 Minutos, La Vanguardia, El Mundo, ElDiario.es o FronteraD, y también, durante cinco años, como escritora, guionista y redactora en la revista digital PlayGround Magazine, donde se especializó en periodismo digital y feminismos. 
Ha colaborado a menudo con medios de habla hispana, y ha trabajado en comunicación y como guionista en proyectos audiovisuales. 
El pasado 2019 estreno su primer documental en el festival FIRE! de Barcelona, Now You Are en Woman, que ganó el premio del público. Actualmente la pieza se puede ver en la plataforma filmin.
Entre mayo y junio de 2023 realizó una estancia en la residencia literaria 'Finestres'. También ha escrito su primera novela, Polilla, una novela que tiene su origen en un trabajo de investigación periodística que hizo sobre el tráfico de mujeres durante la posguerra en Bosnia y Herzegovina, fruto de sus viajes por países en situación de conflicto, y en lo que une su compromiso social y su pasión por el periodismo narrativo. Actualmente trabaja en comunicación y como guionista en proyectos audiovisuales.

## Publicaciones
- Now you are a woman (2019)
- Muchacha 2 (2022)
- Polilla (2023)